# نیلم کوتهاری
نیلم کوتهاری (انگلیسی: Neelam Kothari یا نیلام کوتاری زادهٔ ۹ نوامبر ۱۹۶۹) یک بازیگر هندی و طراح جواهرات اهل بمبئی است که به نام نیلم نیز شناخته می‌شود. او اولین بازیگری خود را با فیلم جوانی (فیلم ۱۹۸۴) در مقابل بازیگر اول کاران شاه انجام داد.

## زندگی شخصی
نیلم کوتهاری در هنگ کنگ از پدری هندی بنام گجراتی شیشیر کوتهاری و مادری ایرانی بنام پروین متولد شد.  در کودکی نواختن کیبورد و رقص باله را آموخت. خانواده او یک تجارت سنتی جواهرات دارند. پس از دوران کودکی او در هنگ کنگ، خانواده او به بانکوک نقل مکان کردند. نیلم در حال تعطیلات در بمبئی بود که کارگردان رامش بهل به او نزدیک شد.او تصمیم گرفت بازیگری را به نمایش بگذارد و برای فیلم جوانی (۱۹۸۴) در کنار کاران شاه، برادرزاده تیان آمبانی قرارداد امضا کرد. اما این فیلم از نظر تجاری ناموفق بود.

## گزیده فیلم‌شناسی
فهرست برخی از فیلم‌هایی که نیلم کوتهاری در آنها به ایفای نقش پرداخته‌است:
- جوانی (۱۹۸۴)
- اتهام (۱۹۸۶)
- عشق ۸۶ (۱۹۸۶)
- سبک عشق (Andaz Pyar Ka) (۱۹۸۶)
- شنگرفی (۱۹۸۷)
- خودخواه (۱۹۸۷)
- همه جا را آتش بزنید (۱۹۸۷)
- پرطاقت (۱۹۸۸)
- قتل (۱۹۸۸)
- وقت آواز (۱۹۸۸)
- بازیگر خطرها (۱۹۸۸)
- جهان گناه (۱۹۸۸)
- رام در خانه، شیام در خیابان (Ghar Mein Ram Gali Mein Shyam) (۱۹۸۸)
- دو زندانی (۱۹۸۹)
- ما هم انسان هستیم (۱۹۸۹)
- خانواده (Gharana) (۱۹۸۹)
- چراغ خانه (Ghar Ka Chiraag) (۱۹۸۹)
- خاک و طلا (Mitti Aur Sona) (۱۹۸۹)
- بیلو پادشاه (۱۹۸۹)
- مسیر آتش (۱۹۹۰)
- ثروتمندی و فقیری (۱۹۹۰)
- قرض شیر (۱۹۹۰)
- بدهی عشق (۱۹۹۰)
- زخم (۱۹۹۰)
- دوست بیچارگان (۱۹۹۰)
- دزدی بزگتر (۱۹۹۰)
- معبد (Mandira) (۱۹۹۰)
- بدنام (Badnam) (۱۹۹۰)
- شانکارا (Shankara) (۱۹۹۰)
- زخم (Zakham) (۱۹۹۰)
- (Chor Pe Mor) (۱۹۹۰)
- ایندراجیت (۱۹۹۱)
- بانجاران (۱۹۹۱)
- داستان عشق (۱۹۹۱)
- (Kasak) (۱۹۹۱)
- (Ranbhoomi) (۱۹۹۱)
- یک پسر یک دختر (۱۹۹۲)
- آقازاده (۱۹۹۲)
- آشکارا (۱۹۹۲)
- (Laat Saab) (۱۹۹۲)
- سنت (۱۹۹۳)
- فرزندان (Parampara) (۱۹۹۵)
- راجا و سه برادر (۱۹۹۶)
- معامله (Sauda) (۱۹۹۶)
- آدیتیا (Aadithya) (۱۹۹۶)
- عشق و جنگ (Mohabbat Aur Jung) (۱۹۹۷)
- داره یه اتفاقایی میفته (۱۹۹۸)
- ما با هم هستیم (۱۹۹۹)
- قسم (Kasam) (۲۰۰۱)
- وعده (۲۰۰۲)